# Cleora repetita
Cleora repetita là một loài bướm đêm trong họ Geometridae.